# Irish League 1998-1999
L'Irish League 1998-1999 è stata la 98ª edizione della prima divisione del campionato nordirlandese di calcio.
Il campionato era formato da dieci squadre e il Glentoran vinse il titolo.

## Classifica finale
| Pos. | Squadra          | G  | V  | N  | P  | GF | GS | Punti |
| ---- | ---------------- | -- | -- | -- | -- | -- | -- | ----- |
| 1    | Glentoran        | 36 | 24 | 6  | 6  | 74 | 35 | 78    |
| 2    | Linfield         | 36 | 20 | 10 | 6  | 68 | 39 | 70    |
| 3    | Crusaders        | 36 | 18 | 8  | 10 | 48 | 39 | 62    |
| 4    | Newry Town       | 36 | 17 | 9  | 10 | 52 | 46 | 60    |
| 5    | Glenavon         | 36 | 13 | 12 | 11 | 49 | 35 | 51    |
| 6    | Ballymena United | 36 | 11 | 8  | 17 | 40 | 42 | 41    |
| 7    | Coleraine        | 36 | 10 | 9  | 17 | 34 | 53 | 39    |
| 8    | Portadown        | 36 | 9  | 10 | 17 | 41 | 47 | 37    |
| 9    | Cliftonville     | 36 | 7  | 14 | 15 | 31 | 47 | 35    |
| 10   | Omagh Town       | 36 | 5  | 6  | 25 | 25 | 79 | 21    |

G = Partite giocate; V = Vittorie; N = Nulle/Pareggi; P = Perse; GF = Goal fatti; GS = Goal subiti; 